# Sinobatis filicauda
Sinobatis filicauda es una especie de pez de la familia de los Rajidae en el orden de los Rajiformes.

## Morfología
Los machos pueden llegar a alcanzar los 53 cm de longitud total.

## Reproducción
Es ovíparo y las hembras ponen huevos envueltos en una cápsula córnea.

## Hábitat
Es un pez de mar y de Clima tropical (17 ° S-25 ° S, 149 ° E-156 ° E) y demersal que vive entre 606 a 880 m de profundidad.

## Distribución geográfica
Se encuentra en el Océano Pacífico occidental: Australia. 